# Asnières-sur-Vègre
Asnières-sur-Vègre è un comune francese di 435 abitanti situato nel dipartimento della Sarthe nella regione dei Paesi della Loira.
Come si evince dal nome, il territorio comunale è bagnato dal fiume Vègre.

## Società

### Evoluzione demografica
Abitanti censiti